# Artúr Coray
Artúr Coray (Budapest, 16 luglio 1881 – Muralto, 27 febbraio 1909) è stato un pesista e discobolo ungherese.

## Carriera
Partecipò ai Giochi della II Olimpiade di Parigi del 1900 nelle gare di lancio del disco, in cui arrivò undicesimo, e getto del peso, in cui giunse settimo.